# 里韦拉巴哈
里韦拉巴哈（西班牙語：Ribera Baja，意为“低岸”）是西班牙巴斯克自治区阿拉瓦省的一个市镇。总面积28km²，总人口698人（2001年），人口密度25人/km²。